# Вінн (парафія)
Шаблон:StateAbbr_ 31°57′ пн. ш. 92°38′ зх. д. / 31.95° пн. ш. 92.64° зх. д.
Округ  Вінн (англ. Winn Parish) — округ (парафія) у штаті  Луїзіана, США. Ідентифікатор округу 22127.

## Історія
Парафія утворена 1852 року.

## Демографія
За даними перепису 
2000 року 
загальне населення округу становило 16894 осіб, зокрема міського населення було 6019, а сільського — 10875.
Серед мешканців округу чоловіків було 8880, а жінок — 8014. В окрузі було 5930 домогосподарств, 4235 родин, які мешкали в 7502 будинках.
Середній розмір родини становив 3,07.
Віковий розподіл населення поданий у таблиці:
| Стать    | До 15 років | 15-21 | 22-29 | 30-39 | 40-49 | 50-65 | 65-85 | Понад 85 |
| -------- | ----------- | ----- | ----- | ----- | ----- | ----- | ----- | -------- |
| Чоловіки | 1722        | 908   | 1100  | 1501  | 1327  | 1363  | 854   | 105      |
| Жінки    | 1667        | 798   | 715   | 1040  | 1113  | 1274  | 1209  | 198      |

## Суміжні округи
- Джексон — північ
- Колдвелл — північний схід
- Ла-Салл — південний схід
- Ґрант — південь
- Начітош — захід
- Б'єнвіль — північний захід

## Виноски
1. ↑  U.S. Decennial Census. United States Census Bureau. Архів оригіналу за 4 квітня 2018. Процитовано 2 вересня 2014.
2. ↑  Historical Census Browser. University of Virginia Library. Архів оригіналу за 11 серпня 2012. Процитовано 2 вересня 2014.
3. ↑  Population of Counties by Decennial Census: 1900 to 1990. United States Census Bureau. Архів оригіналу за 15 вересня 2014. Процитовано 2 вересня 2014.
4. ↑  Census 2000 PHC-T-4. Ranking Tables for Counties: 1990 and 2000 (PDF). United States Census Bureau. Архів оригіналу (PDF) за 18 грудня 2014. Процитовано 2 вересня 2014.
5. ↑  State & County QuickFacts. United States Census Bureau. Архів оригіналу за 22 липня 2011. Процитовано 18 серпня 2013.(англ.) Наведено за англійською вікіпедією.
6. ↑  American FactFinder. Бюро перепису населення США. Архів оригіналу за 26 лютого 2012. Процитовано 31 січня 2008.

| США | Це незавершена стаття з географії США. Ви можете допомогти проєкту, виправивши або дописавши її. |